# 882
Évszázadok: 8. század – 9. század – 10. század
Évtizedek: 830-as évek – 840-es évek – 850-es évek – 860-as évek – 870-es évek – 880-as évek – 890-es évek – 900-as évek – 910-es évek – 920-as évek – 930-as évek
Évek: 877 – 878 – 879 – 880 –  881 – 882 – 883 – 884 – 885 – 886 – 887

## Események

### Európa
- Az előző évben megbetegedett Ifjabb Lajos keleti frank király januárban meghal. Országát öccse, Kövér Károly örökli, aki így a Keleti Frank Királyság egyedüli uralkodója marad (ezen kívül övé az Itáliai Királyság és a császári cím is).
- A vikingek a Rajna mentén fosztogatnak, megsarcolják, majd kifosztják Kölnt, kirabolják a régi fővárost, Aachent, valamint Triert.
- Wala metzi érsek a mai Luxemburgban fekvő Remichnél a vikingekre támad, de vereséget szenved és az érseket megölik.
- Kövér Károly a Meuse mentén támad a vikingekre és beszorítja őket a táborukba. Godfrid viking vezér kiegyezik vele, megkeresztelkedik és hűségesküt tesz neki, a császár pedig neki adományozza Fríziában Dorestadi Rorik viking herceg volt birtokait.
- Augusztusban meghal a 18. éves III. Lajos nyugati frank király. Állítólag lovon kergetett egy lányt, aki a házába menekült, a király pedig beütötte fejét a szemöldökfába és leesett a lováról. Öccse, Carloman marad a Nyugati Frank Királyság egyedüli uralkodója.
- Carloman vazallusa, Richárd burgundiai herceg ostrommal elfoglalja Vienne-t, a királlyá kikiáltott lázadó Boso (Richárd öccse) székhelyét.
- Oleg novgorodi varég fejedelem hadjáratot indít dél felé. Elfoglalja Szmolenszket, majd csellel legyőzi és megöli Kijev fejedelmeit, Aszkoldot és Dirt. Kijevben rendezi be székhelyét és megalapítja a Kijevi Ruszt.
- García Íñiguez pamplonai király elesik a córdobai mórokkal vívott csatában. Utódja legidősebb fia, Fortún Garcés.
- Nagy Alfréd wessexi király kisebb tengeri csatát vív a vikingekkel; két hajójukat elpusztítja, mire a többi megadja magát.
- Decemberben a római főpapság meggyilkolja VIII. János pápát; előbb megmérgezik, majd amikor a méreg nem bizonyul elég hatékonynak, agyonverik. Utódjául I. Marinust választják (szabálytalanul, mert ő már Caere püspöke volt és a korabeli törvény szerint nem foglalhatott el másik püspöki széket (Rómáét)).

### Abbászida Kalifátus
- Al-Mutamid kalifa, aki gyakorlatilag fivére, al-Muvaffak és a türk testőrség bábja, megpróbál szövetségeséhez, Ahmad ibn Túlún egyiptomi és szíriai kormányzóhoz menekülni, Útközben azonban elfogják és a fővárosban, Szamarrában házi őrizetbe kerül.

## Születések
- február 8. – Muhammad ibn Tugdzs al-Ihsíd, az egyiptomi Ihsídida dinasztia alapítója
- Szaadja gaon, zsidó rabbi, filozófus

## Halálozások
- január 20. – Ifjabb Lajos, keleti frank király
- augusztus 5. – III. Lajos, nyugati frank király
- december 16. – VIII. János, római pápa
- december 21. – Hincmar, reimsi érsek
- Eric Anundsson, svéd király
- Eudokia Ingerina, bizánci császárné, I. Baszileiosz felesége
- García Íñiguez, pamplonai király

## Fordítás
- Ez a szócikk részben vagy egészben  a(z)   882 című angol Wikipédia-szócikk ezen változatának fordításán alapul.  Az eredeti cikk szerkesztőit annak laptörténete sorolja fel. Ez a jelzés csupán a megfogalmazás eredetét és a szerzői jogokat jelzi, nem szolgál a cikkben szereplő információk forrásmegjelöléseként.